# Hyposoter dimidiatus
Hyposoter dimidiatus là một loài tò vò trong họ Ichneumonidae.